# Badarpur
Badarpur is een dorp in het district Karimganj van de Indiase staat Assam. 

## Demografie
Volgens de Indiase volkstelling van 2001 wonen er 11.291 mensen in Badarpur, waarvan 52% mannelijk en 48% vrouwelijk is. De plaats heeft een alfabetiseringsgraad van 84%. 